# Perfectly Clear
Perfectly Clear — седьмой студийный альбом американской певицы Джуэл (Джуэл Килчер), который вышел 3 июня 2008 года на лейбле Valory Music, дочернем лейбле Big Machine Records. Это её первый альбом в стиле кантри.
Альбом получил положительные отзывы от музыкальных критиков, достиг первого места в кантри-чарте Top Country Albums и № 8 в американского хит-параде Billboard 200.

## История
Альбом состоит из смеси новых и старых любимых поклонниками песен, хотя только одна из них ранее появлялась на одном из её альбомов. Песня «2 Become 1» из альбома 0304 появилась в новой кантри-версии, которая была переименована в «Two Become One». Её ведущий сингл «Stronger Woman» занял 13 место в чарте Billboard Hot Country Songs. Джон Рич, половина кантри-рок дуэта Big & Rich, выступил продюсером альбома.
«I Do» был выпущен на радио кантри 23 июня 2008 года в качестве второго сингла альбома, который достиг вершины в Топ-40. Песня «Till It Feels Like Cheating» была выпущена 27 октября 2008 года в качестве третьего сингла, но продержалась в чартах всего одну неделю, дебютировав и достигнув вершины на № 57. Альбом Perfectly Clear дебютировал на 8 месте в Billboard 200 с 48 000 копий, а также на первом месте в кантри-чарте Top Country Albums. Альбом был выпущен в Австралии 29 мая 2009 года. В Европе он был выпущен в июне 2009 года. Европейское издание также включает видео на первый сингл «Stronger Woman». По состоянию на июнь 2010 года, альбом был продан тиражом 370 000 копий по всему миру, включая 240 000 в США.

## Отзывы
| Совокупная оценка    | Совокупная оценка |
| Источник             | Оценка            |
| -------------------- | ----------------- |
| Metacritic           | (69/100)          |
| Оценки критиков      |                   |
| Источник             | Оценка            |
| About.com            | [ 10 ]            |
| Allmusic             | [ 11 ]            |
| Billboard            | (positive)        |
| Entertainment Weekly | B+                |
| Los Angeles Times    | [ 14 ]            |
| The New York Times   | (positive)        |
| Rolling Stone        | [ 16 ]            |
| Slant Magazine       | [ 17 ]            |
| USA Today            | [ 18 ]            |

Альбом получил в целом благоприятные отзывы. Журнал Rolling Stone журнал дал смешанную рецензию, поставив альбому 2,5 звезды из 5. Рецензент отметил, что «Джуэл не прибегает к помощи суровых рассказов настоящей нэшвиллской звезды […] альбом переполнен спокойными софт-роковыми мелодиями вроде „Two Become One“ и „Anyone But You“ со сентиментальными припевами и безвкусными куплетом с фортепиано». Allmusic также дал смешанную рецензию, оценив альбом в 3 звезды из 5. Рецензент также раскритиковал продюсирование Рича и «попсовые, простые песни об отношениях […], но это означает, что он больше похож на Джуэл, которую все полюбили в 1995 году».

## Список композиций
| №   | Название                       | Автор(ы)              | Длительность |
| --- | ------------------------------ | --------------------- | ------------ |
| 1.  | «Stronger Woman»               | Jewel, Marv Green     | 4:02         |
| 2.  | «I Do»                         | Jewel                 | 4:04         |
| 3.  | «Love Is a Garden»             | Jewel, Shaye Smith    | 3:48         |
| 4.  | «Rosey and Mick»               | Jewel                 | 3:36         |
| 5.  | «Anyone but You»               | Jewel, Wynn Varble    | 3:55         |
| 6.  | «Thump Thump»                  | Jewel                 | 3:57         |
| 7.  | «2 Become 1»                   | Jewel, Guy Chambers   | 3:44         |
| 8.  | «Till It Feels Like Cheating»  | Lisa Carver, Liz Rose | 4:00         |
| 9.  | «Everything Reminds Me of You» | Jewel, Joe Firstman   | 3:15         |
| 10. | «Loved by You (Cowboy Waltz)»  | Jewel                 | 3:28         |
| 11. | «Perfectly Clear»              | Jewel                 | 2:56         |

## Чарты
| Чарт (2008)                                | Высшая позиция |
| ------------------------------------------ | -------------- |
| Австралия Australian Albums (ARIA)         | 118            |
| Австралия Australian Country Albums (ARIA) | 7              |
| Великобритания UK Country Albums (OCC)     | 8              |
| США (Billboard 200)                        | 8              |
| США (Billboard Top Country Albums)         | 1              |

| Чарт (2008)                        | Позиция |
| ---------------------------------- | ------- |
| США Top Country Albums (Billboard) | 37      |